# Naso tuberosus
A Naso tuberosus a sugarasúszójú halak (Actinopterygii) osztályának sügéralakúak (Perciformes) rendjébe, ezen belül a doktorhalfélék (Acanthuridae) családjába tartozó faj.
A Naso halnem típusfaja.

## Előfordulása

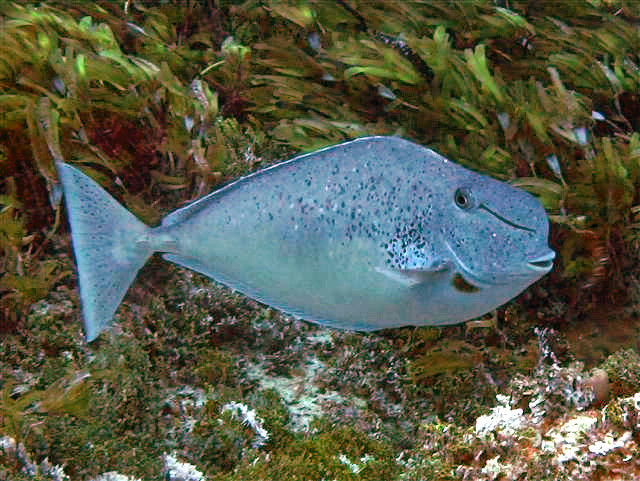
Naso tuberosus a Seychelle-szigetek vizeiben

A Naso tuberosus az Indiai-óceánban és a Csendes-óceán nyugati felén fordul elő. Legfőbb állományai Mozambik, Mauritius, Réunion, a Seychelle-szigetek, Guam és Ausztrália part menti vizeiben találhatók meg.

## Megjelenése
Ez a halfaj legfeljebb 60 centiméter hosszú. 35 centiméteresen már felnőttnek számít. A hátúszóján 5 tüske és 26-29 sugár, míg a farok alatti úszóján 2 tüske és 26-28 sugár ül. A háti részének elülső felén számos kis, fekete petty látható. A kifejlett példány pofájának elülső részén nagy daganatszerű kinövés van.

## Életmódja
Trópusi és tengeri hal, amely a korallzátonyokon él; a brakkvízbe is beúszik. A virágállatok között keresi a táplálékát, amely főképp a Caulerpa nemzetségbeli zöldmoszatokból áll.